# Аль-Афдаль Али ибн Юсуф
Аль-Афдаль Али ибн Юсуф (араб. الأفضل بن صلاح الدين‎; ок. 1169 — 1225) — эмир Дамаска (1193—1196) из династии Айюбидов. Один из семнадцати сыновей Салах ад-Дина. Командовал армией Айюбидов в битве при Крессоне.

## Биография
В 1187 году аль-Афдаль стоял во главе сил своего отца против крестоносцев Жерара де Ридфора, Великого магистра тамплиеров, в битве при Крессоне. Войска аль-Афдаля насчитывали около 7000 бойцов. Жерар неожиданно напал на армию аль-Афдаля 1 мая, в последовавшем бою мусульмане притворно отступили. Это была их обычная тактика, которая не должна была одурачить Жерара. Тем не менее, лидер тамплиеров дал приказ преследовать мусульман, вопреки советам великого магистра ордена госпитальеров Роже де Мулена, и рыцари отстали от пехотинцев. Мусульмане легко отбили атаку рыцарей, истощенных преследованием, а затем разгромили и пехотинцев. Жерар выжил, но почти все остальные были убиты.
Когда Салах ад-Дин умер в 1193 году, аль-Афдаль унаследовал Дамаск, но не остальные территории своего отца. Египет был унаследован аль-Азизом, а Алеппо — аз-Захиром. Аль-Афдаль был очень привязан к своему дяде аль-Адилю и искал его помощи в различных ситуациях, когда был атакован своим собственным братом аль-Азизом. В 1196 году аль-Азиз, в союзе с аз-Захиром, вторгся в Дамаск. Аль-Афдаль был сослан в Сальхад. Данных о его смерти не сохранилось, но предполагается, что он умер в изгнании в 1225 году.